# Kerivoula flora
Kerivoula flora is een zoogdier uit de familie van de gladneuzen (Vespertilionidae). De wetenschappelijke naam van de soort werd voor het eerst geldig gepubliceerd door Thomas in 1914.

## Voorkomen
De soort komt voor in Indonesië en Maleisië.